# McHenry, Kentucky
McHenry är en stad (city) i Ohio County i delstaten Kentucky, USA. 2010 hade staden 388 invånare.